# Димитриу, Василис
Василис Димитриу (греч. Βασίλης Δημητρίου; род. 13 августа 1977) — кипрский футбольный судья.

## Биография
Арбитр ФИФА с 2012 года. Помимо работы в чемпионате Кипра по футболу, с 2012 года работает на матчах отборочных стадий Лиги Европы УЕФА. Также привлекается к играм юношеских и молодёжных национальных сборных.
Свой первый матч между первыми сборными отсудил 16 октября 2018 года в рамках Лиги наций УЕФА. Встреча между сборными Гибралтара и Лихтенштейна закончилась со счётом 2:1 в пользу хозяев, Димитриу показал 6 жёлтых карточек.